# جين باول
جين باول (بالإنجليزية: Jane Powell)‏ (ولدت باسم سوزان لورين بورس؛ 1 أبريل 1929) هي مغنية أمريكية، راقصة وممثلة ‘رتفعت شهرتها في منتصف الأربعينيات مع أدوار في مختلف المسرحيات الموسيقية كمؤدية مترو غولدوين ماير.
ولدت باول وترعرعت في بورتلاند، بولاية أوريغون، حيث حققت شهرة محلية كمغنية. وفي سن المراهقة، إنتقلت إلى لوس أنجلوس، كاليفورنيا، حيث وقعت عقداً مع مترو جولدوين ماير.

## حياتها المبكرة
ولدت باسم سوزان لورين بورس، الطفلة الوحيدة لوالدها بول إي بورس (موظف الخبز العجيب ‏) وإيلين بيكر بورس (ربة منزل)، في 1 أبريل 1929، في بورتلاند، أوريغون. بدأت بأول دروس للرقص في سن الثانية. وفي محاولة ليشبه مظهرها شيرلي تيمبل، أخذتها أمها في أول يوم لها عندما بدأت دروس الرقص لتحصل على شعر مجعد.

## الأعمال

### الأفلام
| السنة | العنوان                                                 | الدور                        | ملاحظات             |
| ----- | ------------------------------------------------------- | ---------------------------- | ------------------- |
| 1944  | Song of the Open Road                                   | بنفسها                       |                     |
| 1945  | Delightfully Dangerous                                  | شيري وليامز                  |                     |
| 1946  | Holiday in Mexico                                       | كريستن إيفانز                |                     |
| 1948  | Three Daring Daughters                                  | تيس مورغان                   |                     |
| 1948  | date !A Date with Judy ‏                                 | جودي فوستر                   |                     |
| 1948  | Luxury Liner                                            | بولي برادفورد                |                     |
| 1950  | Nancy Goes to Rio                                       | نانسي باركلي                 |                     |
| 1950  | Two Weeks with Love                                     | باتي روبنسون                 |                     |
| 1951  | Royal Wedding                                           | إلين بوين                    |                     |
| 1951  | Rich, Young and Pretty                                  | إليزابيث روجرز               |                     |
| 1953  | Small Town Girl                                         | سيندي كيمبل                  |                     |
| 1953  | Three Sailors and a Girl                                | بيني وستون                   |                     |
| 1954  | سبع عرائس لسبعة إخوة (فيلم)                             | ميلي بونتيبي                 |                     |
| 1954  | Athena                                                  | أثينا مولفين                 |                     |
| 1954  | Deep in My Heart                                        | Ottilie van Zandt in Maytime |                     |
| 1955  | Hit the Deck                                            | سوزان سميث                   |                     |
| 1958  | girl !The Girl Most Likely                              | دودي                         |                     |
| 1958  | female !The Female Animal                               | بيني وندسور                  |                     |
| 1958  | Enchanted Island                                        | Fayaway                      | Also known as Typee |
| 1975  | Tubby the Tuba                                          | سيليست                       | صوت                 |
| 1999  | Picture This                                            |                              |                     |
| 2003  | Broadway: The Golden Age, by the Legends Who Were There | Herself                      |                     |

## الأعمال المسرحية
- Allegro (1951)
- Oklahoma! (1958)
- The Most Happy Fella (1962)
- The Unsinkable Molly Brown (1963; 1966; 1981)
- Carousel (1966)
- The Boy Friend (1967)
- The Sound of Music (1968; 1972)
- My Fair Lady (1969; 1971)
- I Do! I Do! (1970)
- Meet Me in St. Louis (1972)
- Brigadoon (1973)
- Irene (1974; 1975–76)
- سبع عرائس لسبعة إخوة (فيلم) (1978)
- South Pacific (1978)
- The Marriage-Go-Round (1981)
- Sweethearts (1983)
- Cinderella (1995)
- After-Play (1996)
- Ancestral Voices (2000)
- Avow (2000)
- Nothing Like a Dame (2000)
- 70, Girls, 70 (2000)
- Bounce (2003; 2004)

## وصلات خارجية
- جين باول على موقع IMDb (الإنجليزية)
- جين باول على موقع الموسوعة البريطانية (الإنجليزية)
- جين باول على موقع ألو سيني (الفرنسية)
- جين باول على موقع ميوزك برينز (الإنجليزية)
- جين باول على موقع تيرنر كلاسيك موفيز (الإنجليزية)
- جين باول على موقع أول موفي (الإنجليزية)
- جين باول على موقع قاعدة بيانات برودواي على الإنترنت (الإنجليزية)
- جين باول على موقع قاعدة بيانات الأفلام السويدية (السويدية)
- جين باول على موقع إن إن دي بي (الإنجليزية)
- جين باول على موقع أول ميوزيك (الإنجليزية)